# Mihai Bravu (Giurgiu)
Mihai Bravu è un comune della Romania di 2 514 abitanti, ubicato nel distretto di Giurgiu, nella regione storica della Muntenia.